# Петдесет и осми конгрес на Македонската патриотична организация
Петдесет и осмият конгрес на Македонските патриотични организации (МПО) се провежда през септември 1979 година в Питсбърг, Пенсилвания, САЩ. Организацията продължава да се придържа към идеята за „Независима Македония“ с равни права на всички народности в нея. Делегатите са призовани да затегнат дисциплината в организацията. Броят на секциите пада до 24 и се наблюдава процес на намаляване на българо-македонската емиграция в САЩ и Канада. Основно дружествата на МПО са в Охайо (9 секции), в Торонто (3 секции), а останалите са в Пенсилвания, Индиана, Мичиган и Илинойс.